# Bochia
Bochia – wieś w Rumunii, w okręgu Arad, w gminie Beliu. W 2011 roku liczyła 66 mieszkańców. 